# XLIX Legislatura de la Junta Departamental de Montevideo
La XLIX legislatura de la Junta Departamental de Montevideo comenzó el 26 de noviembre de 2020, y está integrada por los ediles electos en las elecciones departamentales y municipales de 2020.

## Generalidades
Para ser edil, se requiere tener más de 18 años de edad, ser ciudadano natural o legal con tres años de ejercicio y ser nativo del departamento o estar radicado en el al menos por tres años. Los ediles duran cinco años en sus funciones.
La asunción de la legislatura se realizó mediante una Sesión Extraordinaria, en la que además, se eligieron a las nuevas autoridades para presidir el organismo. Debido a las medidas sanitarias por la pandemia de COVID-19 no se permitió la asistencia del público general.

## Liderazgo
| Cargo                  | Titular          | Lista            |
| ---------------------- | ---------------- | ---------------- |
| Presidente             | Patricia Soria   | Frente Amplio    |
| Primer Vicepresidente  | Claudio Visillac | Frente Amplio    |
| Segundo Vicepresidente | Diego Rodríguez  | Partido Nacional |

## Composición
| Nombre              | Partido | Partido             |
| ------------------- | ------- | ------------------- |
| Victor Aguirre      |         | Partido Colorado    |
| Adriana Balcarcel   |         | Partido Nacional    |
| Matías Barreto      |         | Partido Colorado    |
| Javier Barrios Bove |         | Partido Nacional    |
| Fabián Bravetti     |         | Partido Nacional    |
| Patricia Cayón      |         | Frente Amplio       |
| Sofía Espillar      |         | Frente Amplio       |
| Gustavo Facciola    |         | Partido Colorado    |
| Miguel González     |         | Frente Amplio       |
| Pablo Fredes        |         | Partido Nacional    |
| Nicolás Lasa        |         | Frente Amplio       |
| Rafael Rondán       |         | Partido Nacional    |
| Ricardo Moreira     |         | Frente Amplio       |
| Sandra Nedov        |         | Frente Amplio       |
| Martin Nessi        |         | Frente Amplio       |
| Diego Olivera       |         | Frente Amplio       |
| Mariela Pelegrín    |         | Frente Amplio       |
| Analía Pereira      |         | Partido Nacional    |
| Estela Pereyra      |         | Frente Amplio       |
| Víctor Prado        |         | Partido de la Gente |
| Marcos Presa        |         | Frente Amplio       |
| María Pumar         |         | Frente Amplio       |
| Diego Revetria      |         | Frente Amplio       |
| Gustavo Ripoll      |         | Frente Amplio       |
| Diego Rodríguez     |         | Partido Nacional    |
| Rafael Seijas       |         | Partido Nacional    |
| Patricia Soria      |         | Frente Amplio       |
| Tulio Tartaglia     |         | Partido Colorado    |
| Micaela Tellechea   |         | Frente Amplio       |
| Miguel Velázquez    |         | Frente Amplio       |
| Claudio Visillac    |         | Frente Amplio       |
| Fuente:             |         |                     |